# Мікаель Теллквіст
Мікаель Теллквіст (швед. Mikael Tellqvist; нар. 19 вересня 1979, Сундбюберг) — шведський хокеїст, що грав на позиції воротаря. Грав за збірну команду Швеції.
Олімпійський чемпіон. Провів 133 матчі в Національній хокейній лізі.

## Ігрова кар'єра
Хокейну кар'єру розпочав на батьківщині 1998 року виступами за команду «Юргорден».
2000 року був обраний на драфті НХЛ під 70-м загальним номером командою «Торонто Мейпл-Ліфс».
Влітку 2001 перебрався до Північної Америки, де виступає за фарм-клуб «Мейпл-Ліфс» «Сент-Джонс Мейпл-Ліфс», зрештою за шість років перебування в Торонто за «кленові листки» він відіграв лише 41 гру в НХЛ.
28 листопада 2008 його обміняли до «Фінікс Койотс». У сезоні 2007/08 Мікаель складав конкуренцію Алекс Олду та Давиду Ебішеру. Останнього згодом клуб виставив на драфт відмов, а з придбанням Іллі Бризгалова з «Анагайм Дакс», Олд вирушив до «Бостон Брюїнс», швед став дублером росіянина.
4 березня 2009 Теллквіст перейшов до «Баффало Сейбрс».
1 травня 2009 переходить до клубу КХЛ «Ак Барс». 19 листопада 2009 Мікаель перейшов до шведського «Лукко».
4 серпня 2010 укладає однорічний контракт з клубом КХЛ «Динамо» (Рига). У 2012 році уклав з рижанами дворічну угоду.
Загалом провів 133 матчі в НХЛ.
Виступав за збірну Швеції.
4 листопада 2017 року офіційно оголосив про завершення ігрової кар'єри.

## Нагороди та досягнення
- Чемпіон Швеції в складі «Юргорден» — 2000, 2001.
- Олімпійський чемпіон — 2006.

## Статистика
| 1998–99      | «Юргорден»              | Елітсерія    | 11  | 5  | 3  | 2 | — | 647   | 31  | 0 | 2.87 |
| 1999–00      | «Юргорден»              | Елітсерія    | 30  | —  | —  | — | — | 1909  | 66  | 2 | 3.87 |
| 2000–01      | «Юргорден»              | Елітсерія    | 43  | —  | —  | — | — | 2622  | 91  | 5 | 2.08 |
| 2001–02      | «Сент-Джонс Мейпл-Ліфс» | АХЛ          | 28  | 8  | 11 | 6 | — | 1521  | 79  | 0 | 3.12 |
| 2002–03      | «Сент-Джонс Мейпл-Ліфс» | АХЛ          | 47  | 17 | 25 | 3 | — | 2651  | 148 | 1 | 3.35 |
| 2002–03      | «Торонто Мейпл-Ліфс»    | НХЛ          | 3   | 1  | 1  | 0 | — | 86    | 4   | 0 | 2.79 |
| 2003–04      | «Торонто Мейпл-Ліфс»    | НХЛ          | 12  | 5  | 3  | 2 | — | 647   | 31  | 0 | 2.87 |
| 2003–04      | «Сент-Джонс Мейпл-Ліфс» | АХЛ          | 23  | 10 | 11 | 1 | — | 1343  | 59  | 1 | 2.64 |
| 2004–05      | «Сент-Джонс Мейпл-Ліфс» | АХЛ          | 45  | 24 | 16 | 4 | — | 2599  | 115 | 0 | 2.65 |
| 2005–06      | «Торонто Мейпл-Ліфс»    | НХЛ          | 25  | 10 | 11 | — | 2 | 1398  | 73  | 2 | 3.13 |
| 2006–07      | «Торонто Мейпл-Ліфс»    | НХЛ          | 1   | 0  | 1  | — | 0 | 59    | 2   | 0 | 2.03 |
| 2006–07      | «Фінікс Койотс»         | НХЛ          | 28  | 11 | 11 | — | 3 | 1591  | 90  | 2 | 3.39 |
| 2007–08      | «Фінікс Койотс»         | НХЛ          | 22  | 9  | 8  | — | 2 | 1224  | 56  | 2 | 2.75 |
| 2008–09      | «Фінікс Койотс»         | НХЛ          | 15  | 7  | 5  | — | 1 | 797   | 38  | 0 | 2.86 |
| 2008–09      | «Баффало Сейбрс»        | НХЛ          | 6   | 2  | 1  | — | 0 | 229   | 9   | 0 | 2.35 |
| 2009–10      | «Лукко»                 | СМ-Л         | 26  | 11 | 10 | 5 | — | 1588  | 62  | 0 | 2.34 |
| 2009–10      | «Ак Барс»               | КХЛ          | 11  | 5  | 3  | 0 | — | 589   | 24  | 0 | 2.44 |
| 2010–11      | «Динамо» (Рига)         | КХЛ          | 20  | 8  | 9  | 1 | — | 1140  | 50  | 1 | 2.63 |
| 2011–12      | МОДО                    | ШХЛ          | 45  | —  | —  | — | — | 2579  | 102 | 2 | 2.37 |
| 2012–13      | «Динамо» (Рига)         | КХЛ          | 35  | 12 | 19 | 1 | — | 1972  | 86  | 1 | 2.62 |
| 2013–14      | «Динамо» (Рига)         | КХЛ          | 39  | 21 | 11 | 7 | — | 2326  | 72  | 3 | 1.86 |
| 2014–15      | «Юргорден»              | ШХЛ          | 39  | 17 | 21 | 0 | — | 2272  | 97  | 1 | 2.56 |
| 2015–16      | «Юргорден»              | ШХЛ          | 20  | 12 | 8  | 0 | — | 1156  | 44  | 1 | 2.28 |
| 2016–17      | «Юргорден»              | ШХЛ          | 32  | 12 | 19 | 0 | — | 1801  | 72  | 1 | 2.40 |
| Усього в НХЛ | Усього в НХЛ            | Усього в НХЛ | 113 | 45 | 41 | 2 | 8 | 6,033 | 303 | 6 | 3.01 |